# Ioan Arbore
Ioan Arbore, romunski general, * 1892, † 1954.